# Oranjehof (Amsterdam)

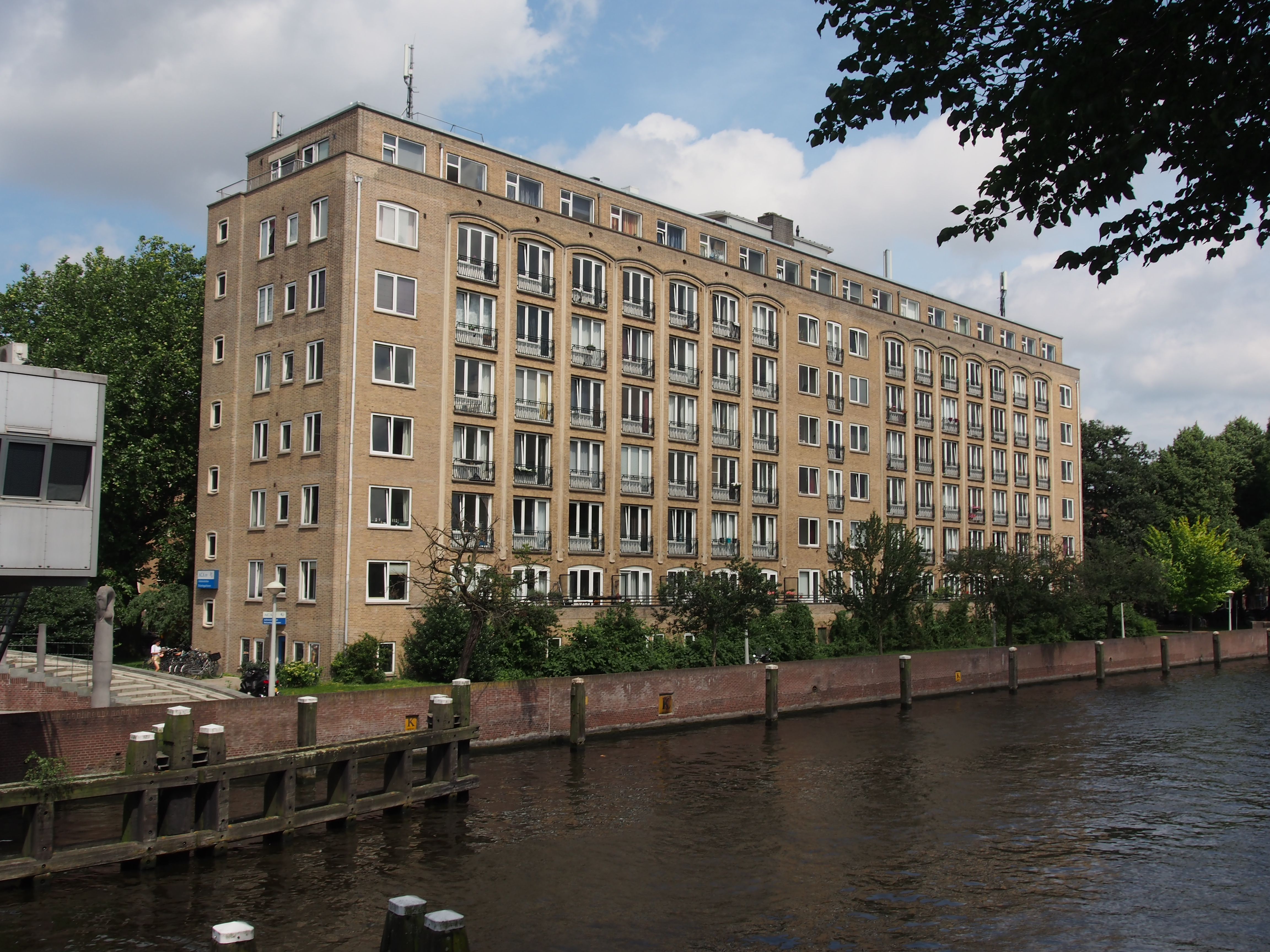
De Oranjehof gezien in noordelijke richting vanaf de Kostverlorenvaart; 2016.

De Oranjehof is een woningencomplex in Amsterdam-West, gelegen tussen de Geuzenkade, Korte Geuzenstraat en Admiraal de Ruijterweg. Het complex is onderdeel van het Plan Landlust. In dit plan werd voor het eerst geëxperimenteerd met strokenbouw, in plaats van gesloten bouwblokken waren er stroken waarvan de Oranjehof er een is. De bouw werd mogelijk door een wijziging in 1939 van het uitbreidingsplan Landlust uit 1931 in samenhang met de in 1940 voltooide Geuzenhof II.

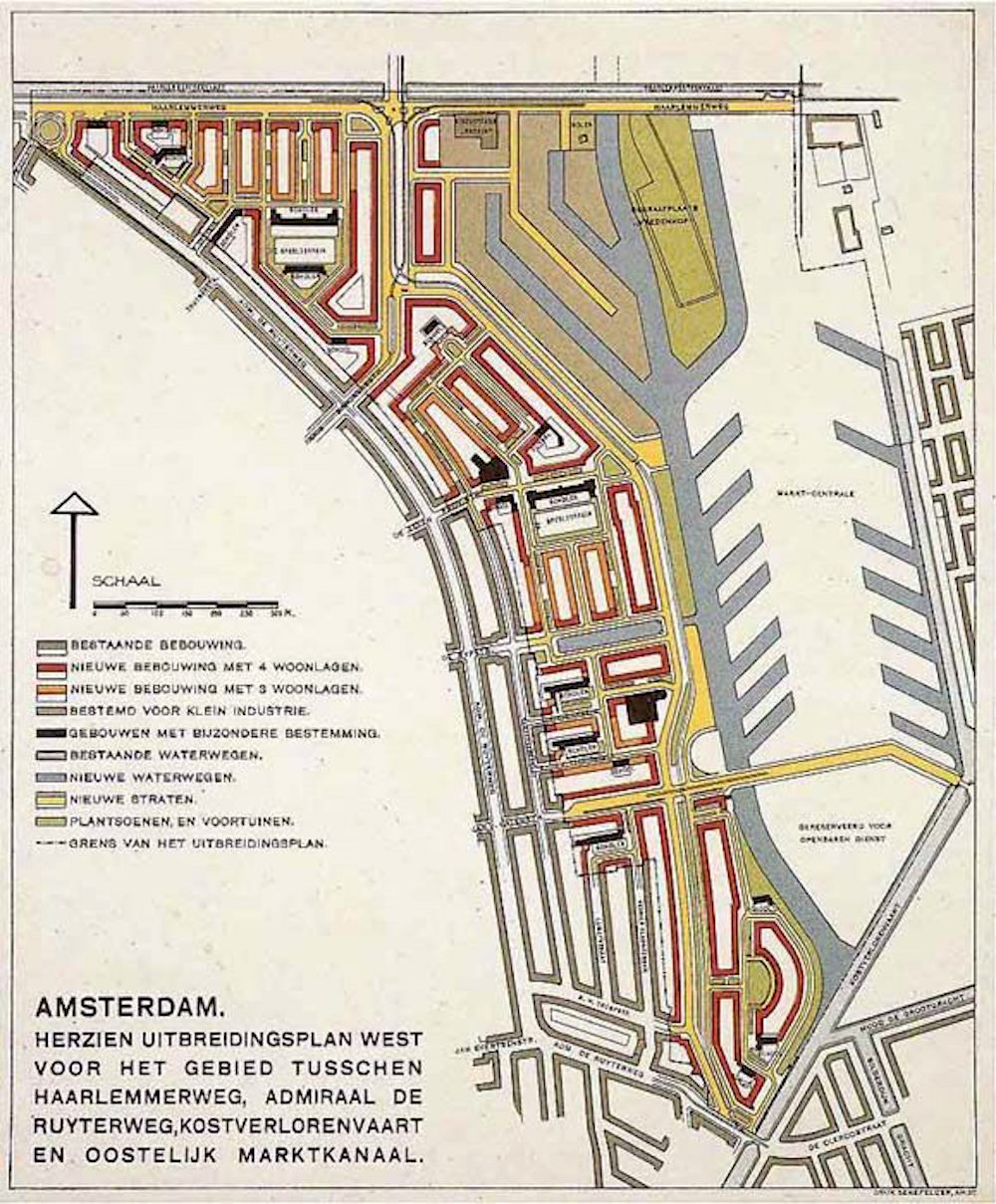
Plan Landlust 1931 in de eerste versie, nog volledig met gesloten bouwblokken.

De Oranjehof bestaat uit een woonblok van zeven etages evenwijdig aan de Kostverlorenvaart. Er zijn in dit gebouw 148 woningen die speciaal bestemd waren voor alleenstaande werkende vrouwen. Het ontwerp was van het architectenduo Koos Pot-Keegstra en Joop Pot. De woningen waren voor de tijd waarin zij gebouwd werden zeer modern, zij beschikten bij de bouw al over een douche en vaste wastafels, een centrale blokverwarming en een centrale warmwatervoorziening. Ook waren er keukens van de firma Bruynzeel te Zaandam, in 1937 ontworpen door Piet Zwart. Er was een conciërge en een winkel (de 'toko') waar de vrouwen na het werk hun boodschappen konden doen.
Het ontwerp van Pot-Keegstra was gebaseerd op de opvattingen van de nieuwe zakelijkheid en Groep '32 met hun nadruk op functionaliteit. Er werd uitgebreid onderzoek gedaan naar de meest efficiënte manier om een woning in te richten met een zo praktisch mogelijke plattegrond. Er waren zowel een- als tweekamerwoningen. De gevels hadden een strakke vormgeving zonder 'overbodige' ornamenten. De woningen bleken goed in de smaak te vallen bij de doelgroep, er waren vanaf het begin al honderden aanmeldingen voor de woningen.
De woningen werden gebouwd door Bouwbedrijf Huibert van Saane dat ook de nabijgelegen Geuzenhof bouwde. Jacoba (Koos) Pot-Keegstra was in 1936 de eerste afgestudeerde vrouwelijke architect in Nederland. Samen met haar man Joop Pot kregen zij met dit complex de eerste gemeenschappelijke opdracht, waarna er nog vele zouden volgen. Zij specialiseerden zich in grootschalige woningbouw. Het echtpaar heeft na de Oranjehof nog meer dan honderd woningbouwprojecten gerealiseerd.
De ingang bevindt zich aan de Korte Geuzenstraat waar een laag entreegebouw ruimte biedt aan de conciërgewoning en de toko. Voorts waren er op de begane grond vooral ruimten voor gemeenschappelijk gebruik, zoals een restaurant, logeerkamers, toiletten, wasserij, fietsenstalling, etc. Ook waren hier de installaties voor de centrale verwarming en warmwaterinstallatie.
Vertraagd door de oorlogsomstandigheden kond de bouw pas van start gaan in mei 1941. Er was schaarste aan bouwmaterialen, wat veel vindingrijkheid vereiste om die te verwerven. Ook was er een tekort aan vakbekwame werklieden. Met veel creativiteit van de bouwers lukte het uiteindelijk toch om met veel vertraging het gebouw in november 1942 nog op te leveren in een periode dat de woningbouw in Nederland tot stilstand kwam.
De Oranjehof was een van de eerste galerijflats in Amsterdam. De meeste woningen bestonden uit een kamer met een kleine keuken. Er waren ook dertig woningen met een gemeenschappelijke woonkamer. De bewoners konden beschikken over een gemeenschappelijke tuin. Nadat het gebouw in 1975 door Van Saane werd afgestoten werd het gebouw gerenoveerd en kreeg een diverser woningaanbod. Er werd een "Coöperatieve Flatexploitatievereniging De Oranjehof" opgericht. De Oranjehof werd opgesplitst in losse appartementen. Het verbod op samenwonen verviel, ook mannelijke bewoners waren nu toegestaan. Voordien had de flat in de volksmond al bijnamen gekregen, zoals de 'Hunkerbunker'. 
In 1991 was er een nieuwe renovatie waar Koos Pot-Keegstra ook bij betrokken werd. Daarna waren er 42 eenkamer-appartementen, 54 tweekamer-appartementen, 12 tweekamer-hoekappartementen, 2 eengezinswoningen en 30 huurkamers.
De Oranjehof staat sinds 2013 op de Lijst van gemeentelijke monumenten.